# Panaropsis
Genre
Panaropsis est un genre d'insectes lépidoptères de la famille des Riodinidae.

## Dénomination
Le nom Panaropsis leur a été donné par Jason Piers Wilton Hall en 2002.
Ils résident tous en Amérique.

## Liste des espèces
- Panaropsis elegans (Schaus, 1920); présent au Mexique et en Équateur
- Panaropsis inaria (Westwood, [1851]); présent en Guyane et au Brésil.
- Panaropsis semiota (Bates, 1868); présent en Guyane et au Brésil.
- Panaropsis thyatira (Hewitson, [1853]); présent en Guyane, en Guyana, en Colombie, en Bolivie  et au Brésil.

### Source
- Panaropsis sur funet